# قيلالة (اتنين كريز)
قيلالة هو دُوَّار يقع بجماعة لمرابيح، إقليم سيدي قاسم، جهة الرباط سلا القنيطرة في المملكة المغربية. ينتمي الدوّار لمشيخة اتنين كريز التي تضم 20 دواوير. يقدر عدد سكانه بـ 103 نسمة حسب الإحصاء الرسمي للسكان والسكنى لسنة 2004.

## روابط خارجية
- البوابة الوطنية للجماعات الترابية نسخة محفوظة 12 مارس 2018 على موقع واي باك مشين.
- المندوبية السامية للتخطيط